# Black Canyon City
Black Canyon City es un lugar designado por el censo ubicado en el condado de Yavapai en el estado estadounidense de Arizona. En el Censo de 2010 tenía una población de 2837 habitantes y una densidad poblacional de 45,13 personas por km².

## Geografía
Black Canyon City se encuentra ubicado en las coordenadas 34°4′15″N 112°7′19″O / 34.07083, -112.12194. Según la Oficina del Censo de los Estados Unidos, Black Canyon City tiene una superficie total de 62.86 km², de la cual 62.86 km² corresponden a tierra firme y (0%) 0 km² es agua.

## Demografía
Según el censo de 2010, había 2.837 personas residiendo en Black Canyon City. La densidad de población era de 45,13 hab./km². De los 2.837 habitantes, Black Canyon City estaba compuesto por el 93.94% blancos, el 0.25% eran afroamericanos, el 1.27% eran amerindios, el 0.42% eran asiáticos, el 0% eran isleños del Pacífico, el 1.87% eran de otras razas y el 2.26% pertenecían a dos o más razas. Del total de la población el 5.6% eran hispanos o latinos de cualquier raza.